# Museu da Técnica da Manresa
O Museu da Técnica de Manresa (em catalão e oficialmente Museu de la Tècnica Manresa) ocupa os espaços dos Antigos Tanques que coletavam e armazenavam a água da vala da cidade de Manresa (Barcelona). O recinto conta com três grandes armazéns de pedra, construídos entre 1861 e 1865, agora totalmente restaurados e que albergam uma sala polivalente e duas exposições permanentes, uma dedicada à Acequia de Manresa e a outra ao mundo da fita.

## Edifício

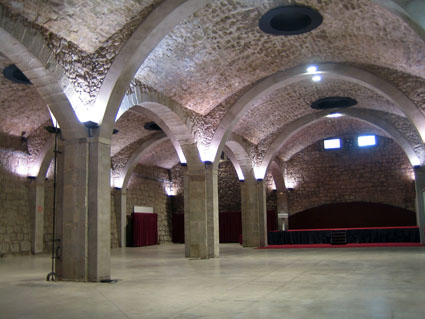
Museu da Técnica de Manresa

O Museu da Técnica de Manresa está localizado onde antigamente encontramos os velhos depósitos de Manresa, local onde 12.000 m³ de água de Acequia foram coletados e alojados, e que foram construídos pelo mestre construtor Marià Potó e projetados pelo engenheiro Enrique León, entre 1861 e 1865. Este edifício é constituído por três armazéns idênticos e independentes, cada um dos quais com 19,78 metros de comprimento e 8,50 metros de altura. Cada um dos dois tanques é formado por duas paredes de pedra abobadadas que se apoiam nas paredes do perímetro e uma fileira de arcos e pilares centrais.
Até 1980 fornecia água às zonas baixas da cidade. Em 1991 o edifício foi restaurado por ocasião do 125º aniversário da Caixa Manresa.
O custo da construção destes depósitos pode-se quantificar nuns 70.000 duros e uma parte importante desta soma obteve-se por meio da emissão das primeiras plumas de água de propriedade. A cada pluma equivalia a 2.468 litros por dia e nesta primeira emissão a cada pluma custava 100 duros.
Com a construção desses reservatórios na área de Cruz Guixera, área que na época ficava relativamente afastada do núcleo urbano, e com a ampliação da rede de distribuição por dutos de chumbo, a água já poderia ser entregue diretamente para muitas das casas em Manresa.
O importante crescimento da cidade durante o último terço do século XIX, aliado ao aumento da procura de ligação à rede de distribuição por parte de muitos cidadãos, logo diminuiu estes depósitos. Por isso, entre 1884 e 1888 novos tanques de maior capacidade foram construídos na área de Can Font. A partir do momento em que essas novas jazidas entraram em operação, as de Cruz Guixera passaram a ser chamadas de velhas jazidas.

## O Museu da Técnica

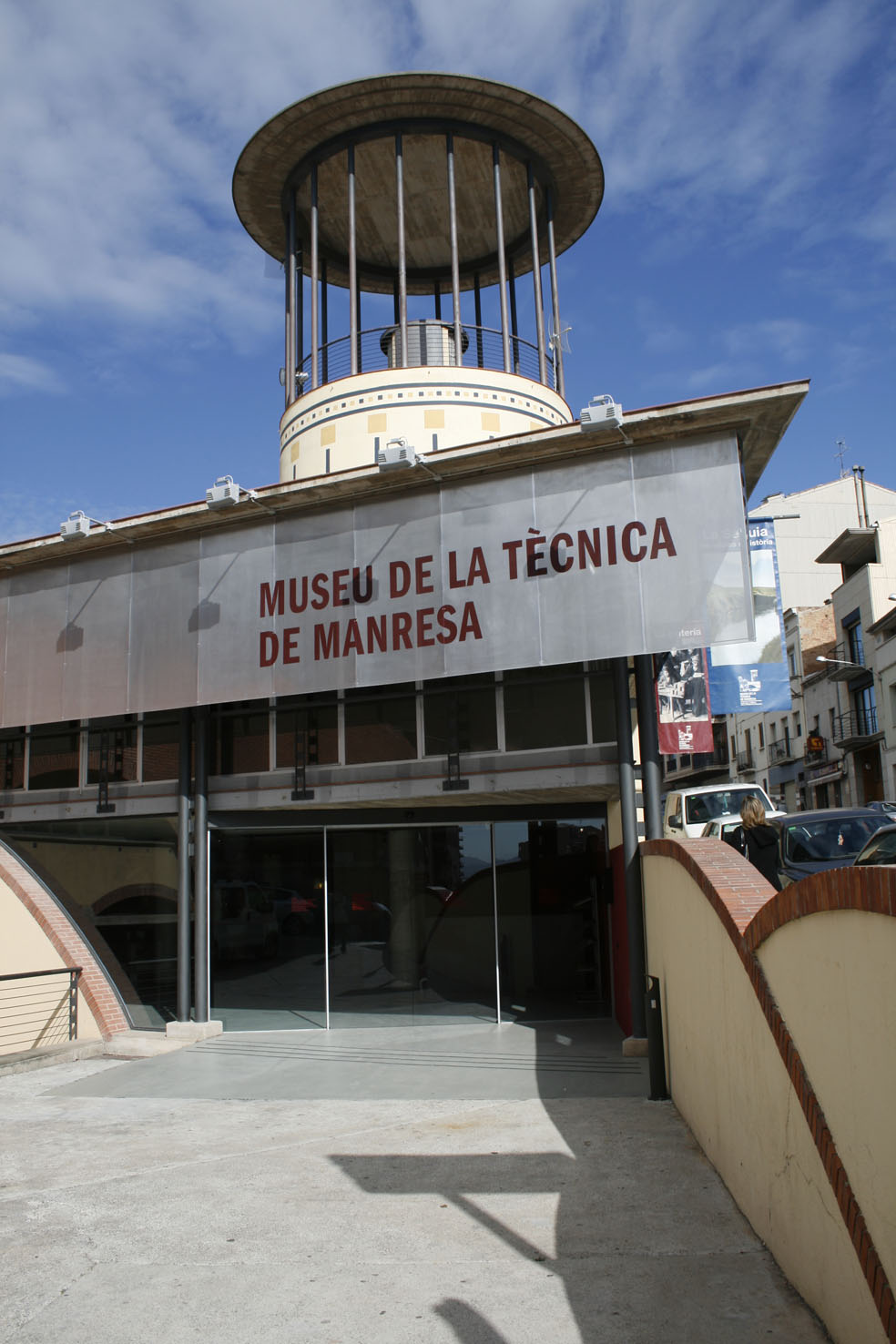
Museu da Técnica de Manresa

O Museu da Técnica de Manresa quer destacar os principais rasgos da história económica da cidade, aquilo que a levou a ter uma identidade diferenciada do resto do país.

## As exposições permanentes

### A Acequia e a Água

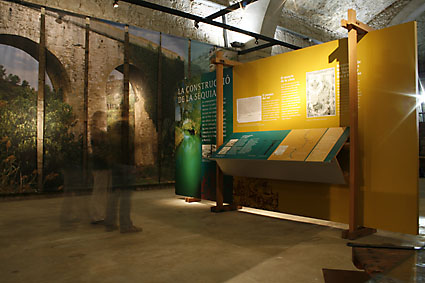
Exposição "A Acequia e a água"

Esta montagem baseia-se de maneira importante nas peças expostas, que contribuem autenticidade e prestígio. Em contraste, o Centro de Visitantes do Parque da Acequia tem uma montagem mais virtual, baseado em recursos tecnológicos com o objectivo de motivar ao visitante a descobrir a Acequia.

### Confecção de fitas

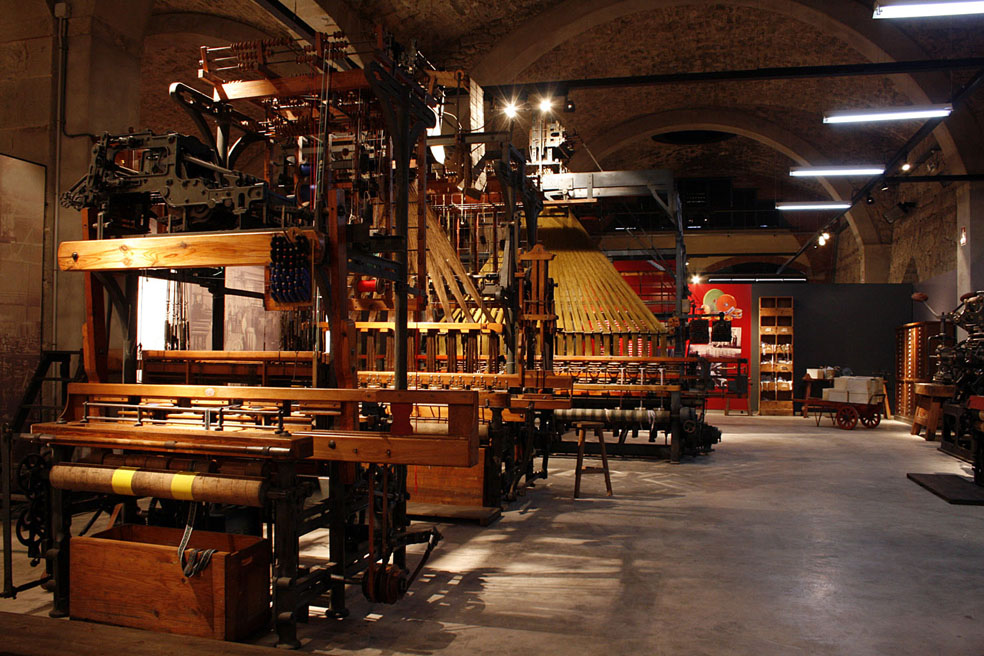
Exposição "A Cinteria"

Manresa foi e ainda é a capital de confecção de fitas na Catalunha e Espanha.
A exposição mostra mais de setenta peças diversas relacionadas com o mundo da confecção das fitas, dentre as que destacam diversos tipos de maquinaria têxtil, bem como outros elementos relacionados com este mundo. A mostra divide-se em cinco âmbitos, na cada um dos quais se realizou uma ambientação histórica e consta de diversos painéis informativos. Por conseguinte, a exposição permite viver a evolução que se experimentou desde as oficinas localizadas nas moradias artesanais, até à fábrica moderna produtora de fitas.